# 拉尔夫·魏斯莱德
拉尔夫·魏斯莱德教授（德語：Ralph Weissleder，1958年—）是美国临床科学家。目前为哈佛医学院教授，麻省总医院（MGH）介入放射科主诊医生和系统生物学中心主任。

## 生平
1985年从海德堡大学获得医学/科学博士双学位。之后，他在墨西哥的蒙特雷大学医院完成了他的住院医师训练。
语言：德语、英语、西班牙语